# 1172 w polityce

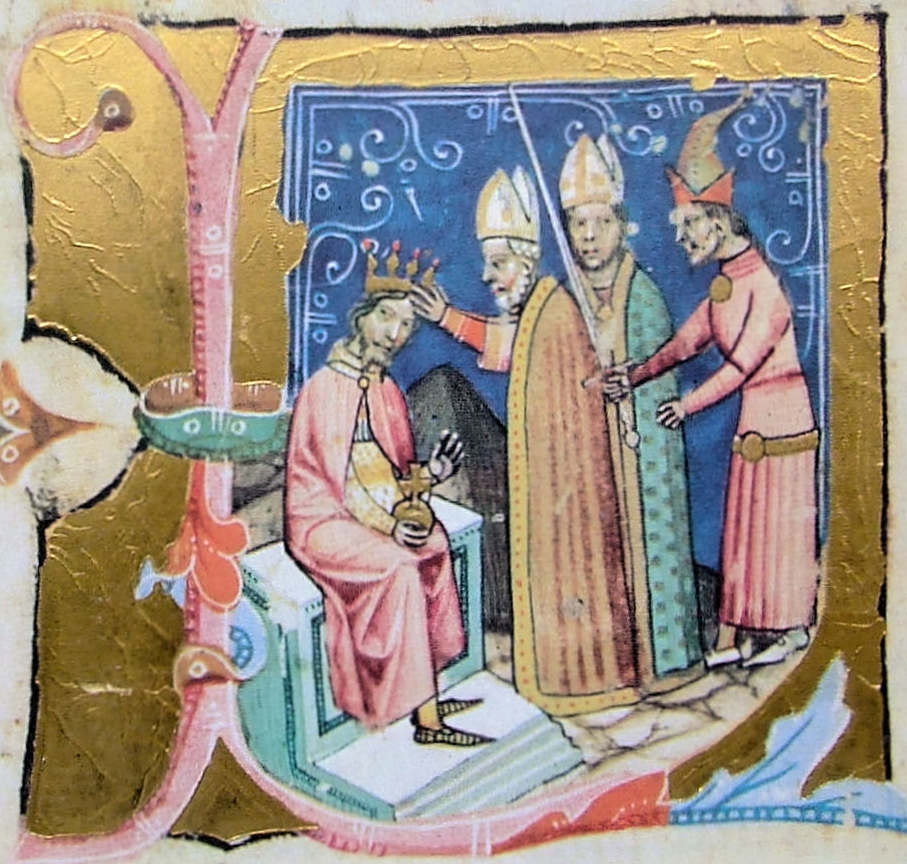
Stefan III

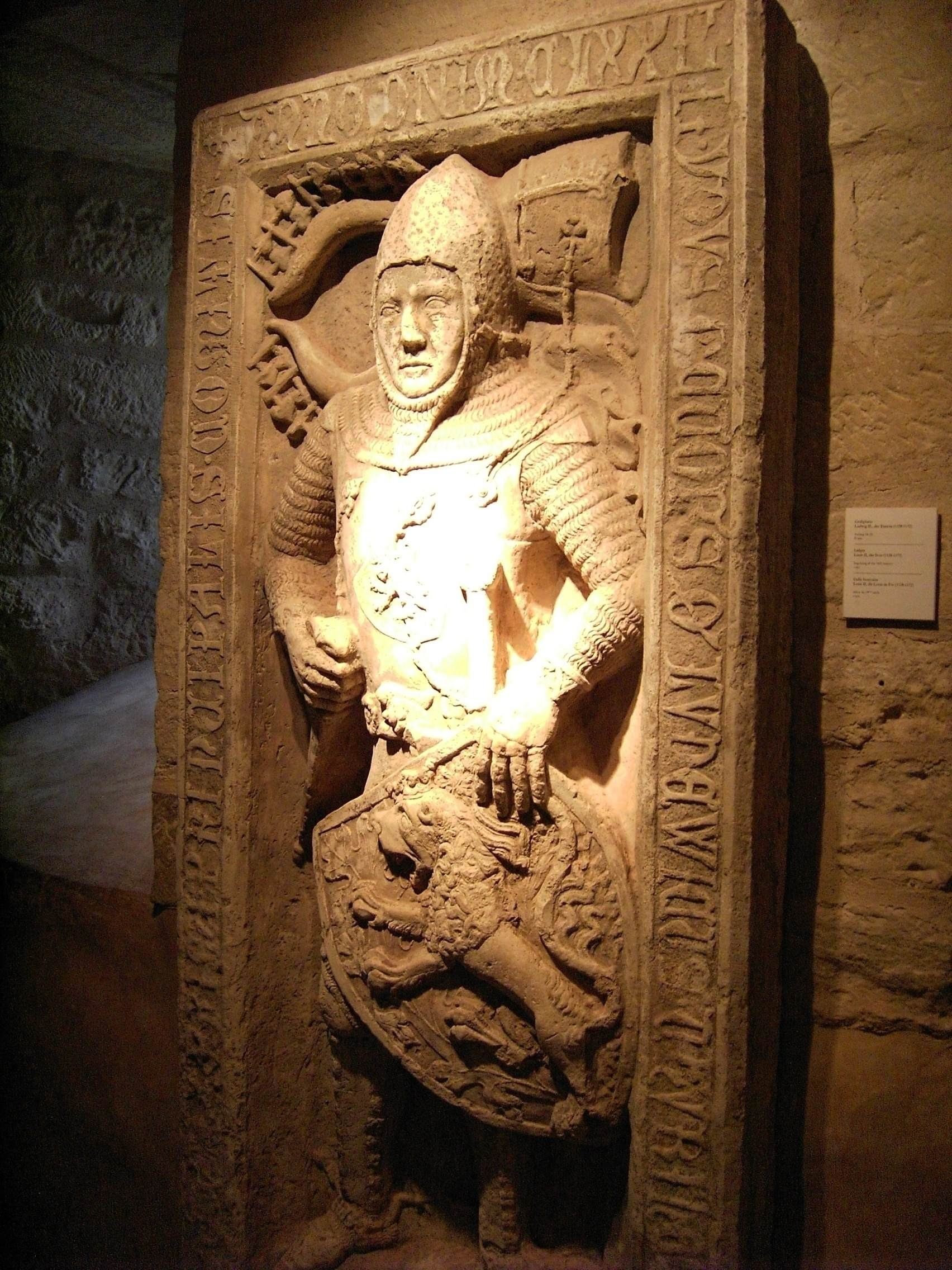
Ludwik II Żelazny

Wydarzenia polityczne w 1172 roku.

## Zmarli
- 4 marca Stefan III, król węgierski[1].
- 14 października Ludwik II Żelazny, landgraf Turyngii[2].